# 毛桂芬
毛桂芬（1956年—），河北枣强人，汉族，中华人民共和国政治人物，第十一届全国人民代表大会北京地区代表。
毕业于北京大学物理系。民进党员。2008年，当选为全国人大代表。